# Хочунђи (Њамц)
Хочунђи (рум. Hociungi) насеље је у Румунији у округу Њамц у општини Молдовени. Oпштина се налази на надморској висини од 344 m.

## Становништво
Према подацима из 2002. године у насељу је живело 1075 становника, од којих су сви румунске националности.